# Clemens Kaletsch
Clemens Kaletsch (* 1957 in München) ist ein deutscher Maler. Kaletsch lebt seit 1988 in Köln und in Polling (bei Weilheim).

## Leben
Kaletsch studierte an der Wiener Hochschule für angewandte Kunst bei Oswald Oberhuber und an der Akademie der bildenden Künste bei Arnulf Rainer. In den 1980er Jahren gehörte er wie die Jungen Wilden zu der Generation von erfolgreichen Malern, die neue Wege für die figurative Malerei suchten.

## Einzelausstellungen
2018
- Deep Breathing, Gemälde und Arbeiten auf Papier, Galerie Ernst Hilger, Wien
- Übergänge, Arbeiten auf Papier und Keramiken, Galerie Ohse, Bremen
- Freundschaft, Jagla-Ausstellungsraum, Köln
- Retour, Jesuiten-Foyer, Wien

2017
- Clemens Kaletsch, Galerie Rhomberg, Innsbruck
- Buchpräsentation Clemens Kaletsch, Kunsthaus Lempertz, München

2015
- Zig Zag, Clemens Kaletsch, Galerie Rhomberg, KCC, Kitzbühel

2014
- Übergrenzen, Clemens Kaletsch – Bernd Zimmer. Eine Zusammenarbeit aus dem Jahre 1989, Bernd Zimmer
- Kunststiftung, Polling
- Europe Unlimited, Gemäldezyklus, Kunsträume der Michael Horbach Stiftung, Köln
- Bilder aus den 80ern, Galerie Dany Keller, Eichelhardt, Westerwald

2012
- Erster Frühling, Tondi und Möbel, Mela Chu, Köln, mit Lena Böhm

2011
- Arbeiten auf Papier, Lempertz Contempora, Köln, mit Sigmar Polke, Photographie

2010
- Soundcloud, Galerie Tammen, Berlin
- Volumina, Jagla-Ausstellungsraum, Köln, mit Karin Lingnau
- Low Cut, Kölnberg-Kunstverein, Köln, mit Elke Nebel
- Geh mit Deinem Blick, Restaurant im Malkasten, Künstlerverein Malkasten, Düsseldorf

2008
- Europe Tools, Galeria Jule Kewenig, Palma de Mallorca
- Nah doch fern, Galerie Karl Pfefferle, München
- Dialogformen, Keramische Werkstatt Margaretenhöhe, Essen
- Clemens Kaletsch. Europe Feeling, Kunstmuseum Mülheim an der Ruhr

2007
- Growing Up, Fischerbau, Polling
- Growing Up, Galerie Rhomberg, Innsbruck

2005
- Social conditions, Bayerisches Sozialministerium, München
- Galerie Fred Jahn, Studiogalerie, München

2004
- Großes Altarretabel für St. Jakobus, Miltenberg am Main

2003
- Raum sicht,  Projektraum Chelsea, Köln
- Gemälde und Arbeiten auf Papier, Tulla-Schule, Mannheim
- Mittags ohne Schatten, Galerie Pfefferle, München
- Galerie Cornelia Kamp, Keitum

2002
- Orange. Clemens Kaletsch, Räume Herbert Fuchs, Innsbruck

2001
- Galerie Fred Jahn, Studiogalerie, München

2000
- Grenzgänge im Niemandsland, Kunsthaus Lempertz, Berlin

1999
- Bilder, Schmuck, Gerät, Kunsthaus Lempertz, Köln (mit Peter Müller und Peter Verburg)

1998
- Quadratischer Zyklus und Skulpturen 1980–98, Kunst im Regenbogenstadl, Polling

1997
- Durchleuchtung, Galerie Wolfhard Viertel, Frankfurt am Main
- Clemens Kaletsch. Zeichnungen – Reliefs – Skulpturen, Galerie Rhomberg, Innsbruck (mit Young-Jae Lee)
- Kreuze 1979–1982, Paramentenhaus Wefers, Köln

1996
- Verfassung des Augenblicks, Marmelsteiner Kabinett, Würzburg
- Kunst Station Sankt Peter, Köln
- Gerade aus, Private Kunsträume, Augsburg
- Galerie Fred Jahn, Studiogalerie, München

1995
- Bilder 1993–95, Galerie Heinz Holtmann, Köln

1994
- Bilder 1987–1994, Galerie Wolfgang Jahn, Landshut
- Gläserne Zeiten, Galerie Borkowski, Hannover
- Bilder ab 1985, Galerie Rhomberg, Innsbruck

1993
- Gefäße, Galerie Fred Jahn, Studiogalerie, München (mit Young-Jae Lee)

1992
- Gefäße, Keramische Werkstatt Margarethenhöhe, Essen (mit Young-Jae Lee)
- Bilderzyklus Gläserne Zeit, Galerie Fahlbusch, Mannheim
- Zeiteinteilung, Kunstverein Heilbronn, Kunsthalle in der Harmonie
- Common Sense, Galerie Borkowski, Hannover

1991
- Reliefbilder, Galerie Fred Jahn, Stuttgart
- Stunden Scheiben, Galerie Axel Holm, Ulm
- Galerie Jahn und Fusban, München1990	So sieht es aber wirklich nicht aus, Galerie Elke Zink, Baden-Baden
- Abzweigung, Galerie Borkowski, Hannover
- Übergrenzen – Eine Zusammenarbeit, Galerie im Taxispalais,
- Innsbruck,  Galerie Rhomberg, Innsbruck (mit Bernd Zimmer)
- Galerie Maria Wilkens, Köln

1989
- Gemälde 1987–89, Lempertz, Contempora, Köln/Brüssel
- Galerie Pfefferle, München
- Städtische Galerie im Cordonhaus, Cham
- Museum Morsbroich, Leverkusen

1988
- Galerie Fahlbusch, Mannheim

1987
- Galerie Pfefferle, München
- Galerie Fred Jahn, München
- Galerie Hans Barlach, Köln
- Mir gegenüber, Galerie Krinzinger, Innsbruck

1986
- Galerie Fred Jahn, München
- Galerie Hans Barlach, Homburg
- Galerie Fahlbusch, Ludwigshafen

1985
- Galleria Lillo, Mestre-Venedig (mit Bernd Zimmer)
- Zeichnungen, Galerie Fred Jahn, München
- Bilder 1983 – 85, Galerie Silvia Menzel, Berlin

1984
- Auch etwas aus dem Seelendurchfallheim, Kunstverein Pforzheim im Reuchlinhaus
- Galerie Dany Keller, München
- Galerie Hofstöckl, Linz

1983
- Kutscherhaus, Berlin, Sammlung Stober

1982
- Tiefensucht, Galerie Dany Keller, München
- Malsuch(t)e, Galerie Ferdinand Maier, Kitzbühel

1980
- Raum, Galerie Wittenbrink, Regensburg

## Gruppenausstellungen
2018
- Transform the view, Arbeiten auf Papier, Galerie Modulart und Instant-Edition
- You Too, Salon Schmitz, Köln

2017
- Project Statement, Parallel Vienna, Wien
- Es ist ein Kreuz, JesuitenFoyer, Bäckerstraße, Wien
- Artiststatement, Far off, Köln, mit Julia Avramidis und Dejan Spasovski
- Wahnsinn, Kunstgruppe, Salon Schmitz, Köln

2016
- Crossover, Galerie Madesta, Regensburg.
- Hinter den Bergen das Meer, Galerie Walderdorff, Big Pond, München, Kunsthalle Lana, Eurocenter
- Projectstatement, Parallel Vienna, Alte Post, Wien mit Julia Avramidis und Dejan Spasovski
- The snoring princess, Kunstgruppe, Salon Schmitz, Köln

2015
- Hinter den Bergen das Meer, Galerie Walderdorff, Schloß Lütetsburg und Limburg an der Lahn

2014
- Eins auf die Freske, Lebschik, Scharrelmann, Holaschke, Spasovski, Dahn, Böhm Kita, Steinweg, Malcherek, Anzinger, Garage Gereonswall, Köln
- And on and on and on, Kunstgruppe Köln, Cafe Schmitz

2013
- Recent Works, Le Coeur, Albertusstr. 18, Köln, mit Theodor Boscher und Leif Trenkler
- 17/13, Kunstgruppe Köln, Cafe Schmitz
- Cosa Nostra, Jagla Ausstellungsraum, Köln

2012
- Full house, Kunstgruppe Köln, Cafe Schmitz
- 2 und 3, Garage Gereonswall, Köln

2011
- Aller Zauber liegt im Bild, Museum, Sammlung Würth, Künzelsau
- Too much, Kunstgruppe Köln, Cafe Schmitz
- Papierarbeiten, Jagla Ausstellungsraum, Köln

2009
- Die Gegenwart der Linie, Staatl. Graphische Sammlung in der Pinakothek der Moderne, München

2008
- Und immer fehlt mir was – und das quält mich, Werkstatt Graz

2007
- Und immer fehlt mir was – und das quält mich, Atelier Färbergasse Wien

2003
- Casula antiqua – Casula nova, FischerBauKunst, Polling
- Schweigen, Oberlandesgericht Köln

2001
- DIN Art 4, Museumsstiftung Post und Telekommunikation, Frankfurt
- Hommage Michel Seuphor, Festival Borgerhout, Antwerpen-Borgerhout

2000
- Keramische Plastik, Kunstforum Kirchberg, Bern
- Animals, Kunstraum Steinhude

1999
- Zeichnung II – Im Blick des Gedankens, Tiroler Kunstpavillon, Innsbruck

1998
- Skulpturen, Galerie Fred Jahn, München
- Arbeiten auf Papier, Galerie Fred Jahn, München

1997
- Tuchfühlung, Kunsthaus Langenberg, Velbert

1996
- Museum für Ostasiatische Kunst, Köln (Gemeinschaftsarbeiten mit Young-Jae Lee)

1995
- Von Herzen, PCC, Köln
- 13 Bilder, Galerie Pfefferle, München

1994
- Einblicke, Museum Morsbroich, Leverkusen
- Für F. N., Stiftung Weimarer Klassik Belvedere, Weimar
- Grün beruhigt, Galerie Löhrl, Mönchengladbach

1993
- Die verlassenen Schuhe, Rheinisches Landesmuseum, Bonn
- Mythos Tier, 8. Nationale der Zeichnung, Zeughaus Augsburg

1992
- Sinnbilder, Museum für Fotografie und Zeitkunst, Bremen
- Casula, Kunststation St. Peter, Köln; St. Petri, Lübeck

1990
- Sommer 1990, Galerie Jahn & Fusban, München

1989
- Rubensfest, Kunststation St. Peter, Köln
- Keramik, Galerie Pfefferle, München
- Überarbeitete Druckgraphik, Galerie Biedermann, München

1988
- Zeichenkunst der Gegenwart, Sammlung Prinz Franz von Bayern, Staatliche Graphische Sammlung, Neue Pinakothek, München
- Die Freiheit erhebt ihr Haupt, Kunstverein München

1987
- Beelden van schilders, Galerie Wanda Reiff, Maastricht
- Skulpturen von Malern, Galerie Pfefferle, München, Kunstverein Mannheim; Museum van Bommel van Dam, Venlo

1986
- Halt am Weg, Galerie Hermeyer, München
- Wien grüßt Zürich, Galerie Pablo Stähli, Zürich
- Galerie Barlach, Köln
- Aug um Aug, Galerie Krinzinger, Wien
- Nebeneben, Steinstraße 58, München

1985
- Junges Österreich, Galerie Anna Friebe, Köln
- Modus Vivendi – Elf deutsche Maler, Museum Wiesbaden;
- Landesmuseum Oldenburg
- Amalfi Arte RONDO, 2´Rassegna Internazionale D’Arte, Salerno
- Neues plastisches Gestalten in Österreich, Museum Bochum
- Farbige Plastik, Skulpturmuseum Marl; Kunstverein Flensburg; Kunsthalle Wilhelmshaven; Frankfurter Kunstverein

1984
- Farbige Plastik, Badischer Kunstverein, Karlsruhe; Kunstverein Köln
- Kunstlandschaft Bundesrepublik, Kunstverein Brühl; Stuckvilla München
- Vor- und Nachinformel in Österreich, Galerie Hummel, Wien
- Arbeiten auf Papier, Galerie Nächst St. Stephan, Wien
- Heimat deine Sterne, Städtische Galerie, Regensburg

1983
- Zeitschnitt Österreich, Galerie Ropac, Salzburg
- Aktuell 83, Städtische Galerie im Lenbachhaus, München
- Junge Szene Wien, Secession, Wien
- Skulptur und Farbe, Gesellschaft für aktuelle Kunst, Bremen
- Alte und neue Plastik, Galerie Hummel, Wien
- Joves Salvatges Austriacs, Galerie Dau al Set, Barcelona
- Junge Österreicher, Galerie Krinzinger, Innsbruck;
- Galerie Nächst St. Stephan, Wien

1982
- Österreichischer Graphikpreis, Tiroler Landesmuseum
- Ferdinandeum, Innsbruck
- Junge Kunst 82, Bundesverlag und Stiftung Ludwig, Wien
- Zeichnungen, Galerie Schurr, Stuttgart
- Sternbilder, Kunstverein Brühl